# Arcibiskupský palác v Kašteli Sućurac
Arcibiskupský palác v Kašteli Sućurac (chorvatsky Nadbiskupska palača u Kaštel Sućurcu) je stará pevnost v dalmatské obci Kaštel Sućurac. Palác je chráněn jako kulturní statek. Nachází se na adrese Obala kralja Tomislava 4, Kaštel Sućurac.

## Dějiny
Palác byl postaven v 15. století. V roce 1474 uzavřel splitský arcibiskup Ivan Zanetti smlouvu na opravu budov na svém pozemku v Dilatu (v Kaštel Sućurac). Stavitelé se zavázali opravit a zesílit věž arcibiskupa Gualda. Smlouva také zmiňuje dům (arcibiskupský palác).
V roce 1488 nechal splitský arcibiskup Bartolomeo Averoldo spojit všechny budovy do jednoho opevněného celku.
Původní budova paláce stávala na terénu nasypaném přímo na břeh moře, proto byl na vnější stranu hradeb přidán obranný ochoz, což je ve středověké architektuře velmi neobvyklé. Kaštilac byl obýván uprchlíky ze staré vesnice Sućurce, proto se název vesnice přenesl na novou osadu mezi hradbami. V průběhu času byl ochoz zbourán, na místě střílen byla vybourána renesanční okna a balkon byl nahrazen výklenkem nad mořskou bránou (jižní vchod do Kaštilce).

## Ochrana
Pod kódem P-5178 je zapsán jako nemovitý kulturní statek – individuálně, právní status preventivně chráněných kulturních statků, klasifikovaných jako „světské architektonické dědictví“. Není pod ochranou UNESCO.

## Galerie

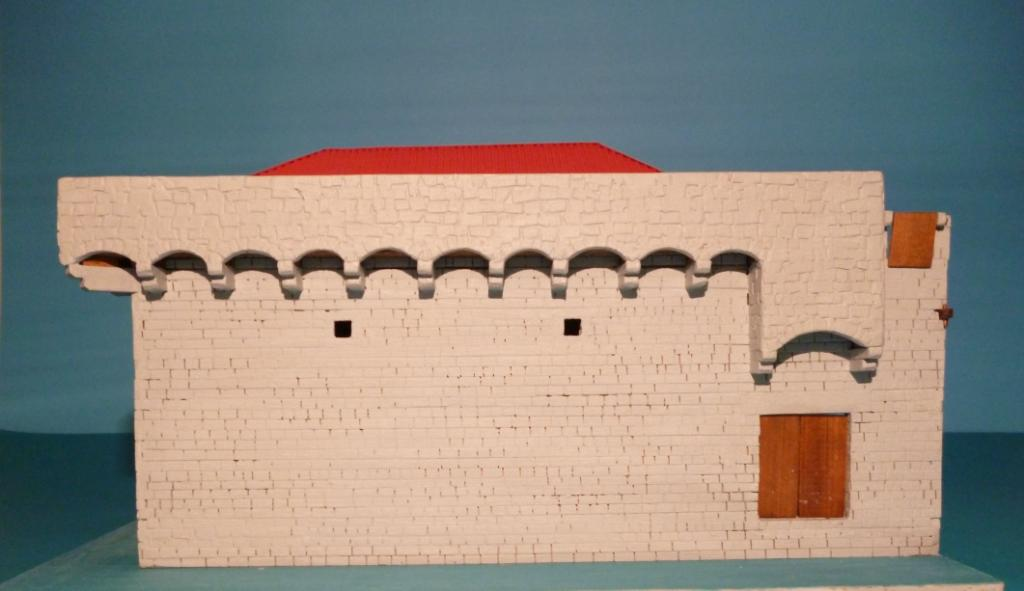
Model Arcibiskupského hradu: pohled od moře
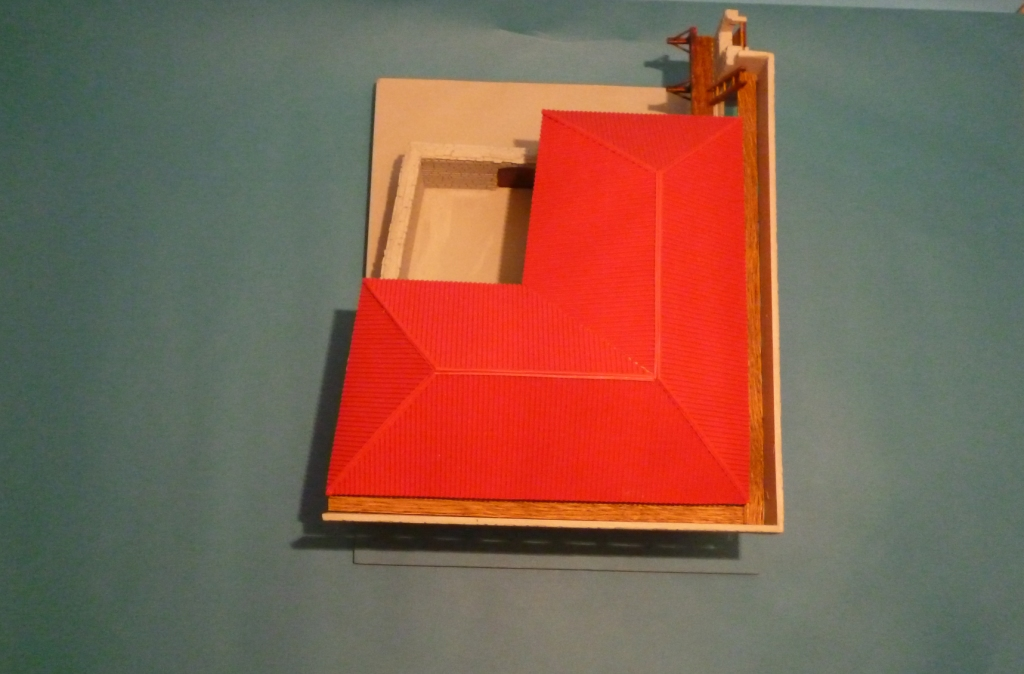
Model Arcibiskupského hradu: pohled na střechu a nádvoří
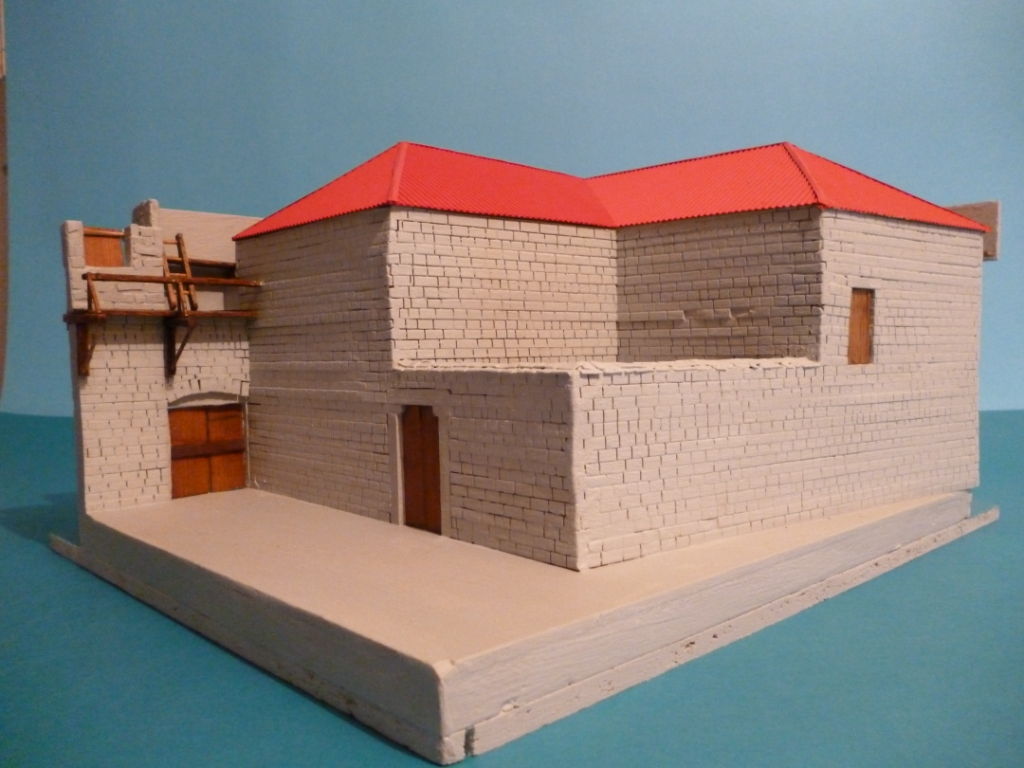
Model arcibiskupského hradu: pohled z pevniny